# Jaroslav Goll
 (août 2022).
Si vous disposez d'ouvrages ou d'articles de référence ou si vous connaissez des sites web de qualité traitant du thème abordé ici, merci de compléter l'article en donnant les références utiles à sa vérifiabilité et en les liant à la section « Notes et références ».
Jaroslav Goll est un historien, médiéviste, enseignant, écrivain et traducteur tchèque né à Chlumec nad Cidlinou le 14 juillet 1846, et mort à Prague, dans le quartier de Smíchov, le 8 juillet 1929.

## Biographie
Il est un représentant du positivisme historique . Il étudie l'histoire à l'Université Charles de Prague auprès de Václav Vladivoj Tomek et de Konstantin Höfler.
En 1871, il travaille à l'Université de Göttingen où il est influencé par le positiviste Georg Waitz. Il étudie ensuite à Berlin, La Haye et Londres.
En 1875, il commença à enseigner à l'Université Charles de Prague, où il travaille jusqu'à sa retraite en 1910. Il s'implique ensuite très activement dans la politique. En 1895, il fonde la Český časopis historický (Revue historique tchèque), la revue historique la plus importante en Tchéquie, qui existe encore aujourd'hui.
En 1907, il est élu recteur de l'Université Charles. Son principal intérêt professionnel est l'histoire médiévale anglaise. Il consacre également une étude aux personnalités de l'histoire tchèque comme Komenský, Palacký ou Chelčický. Ses élèves forment ce qu'on appelle l'école de Goll. Il donne des cours particuliers au futur empereur Charles Ier pendant ses études à Prague. Il est le grand-père de l'actrice tchèque Nataša Gollová.
Il décède le 8 juillet 1929, à Prague.

## Publications
- (de) Die französische Heirath: Frankreich und England 1624 und 1625, Prague, J. G. Calvetsche Buchhandlung, 1876 (lire en ligne), compte-rendu par Samuel R. Gardiner, « Die französische Heirath: Frankreich und England 1624 und 1625 », Revue historique, t. 2,‎ 1876, p. 624-625 (lire en ligne)
- Jaroslav Goll, « Recherches critiques sur l'authenticité des Ambassades et négociations de M. le comte d'Estrades (Amsterdam, 1718) », Revue historique, t. 3,‎ 1877, p. 283-296 (lire en ligne), t. 4, 1877, p. 278-326

## Source
- (en) Cet article est partiellement ou en totalité issu de l’article de Wikipédia en anglais intitulé « Jaroslav Goll » (voir la liste des auteurs).